# Metzengerstein
Metzengerstein: Un cuento a imitación del alemán (en inglés: Metzengerstein: A Tale in Imitation of the German) o simplemente Metzengerstein es un relato corto del escritor y poeta estadounidense Edgar Allan Poe, el primero que publicó. Se publicó por primera vez en las páginas de la revista Saturday Courier de Filadelfia en 1832. La historia sigue al joven Frederick, el último de la familia Metzengerstein, que mantiene una larga enemistad con la familia Berlifitzing. Sospechoso de haber provocado un incendio que mata al patriarca de la familia Berlifitzing, Frederick queda intrigado por un caballo que hasta entonces había pasado desapercibido e indomable. Metzengerstein es castigado por su crueldad cuando su propia casa se incendia y el caballo lo arrastra a las llamas. Parte de un hexámetro en latín de Martín Lutero sirve de epígrafe de la historia: Pestis eram vivus, moriens tua mors ero («Vivo era tu peste, muerto seré tu muerte»).
Metzengerstein sigue muchas de las convenciones de la ficción gótica y, para algunos, las exagera. En consecuencia, críticos y estudiosos debaten si Poe pretendía que el relato se tomara en serio o si lo consideraba una sátira de los relatos góticos. En cualquier caso, muchos elementos introducidos en Metzengerstein se convertirían en habituales en los futuros escritos de Poe. Dado que la historia sigue a un huérfano criado en un hogar aristocrático, algunos críticos sugieren una conexión autobiográfica con su autor.
El relato fue presentado por Poe a un concurso de redacción del Saturday Courier. Aunque no ganó, el periódico lo publicó en enero de 1832. Se volvió a publicar con el permiso de Poe sólo dos veces durante su vida; su subtítulo se eliminó para su publicación final. Poe tenía la intención de incluirlo en su colección Tales of the Folio Club (Cuentos del Folio Club) o en otra titulada Phantasy Pieces (Piezas de fantasía), pero ninguna de las dos colecciones llegó a realizarse.

## Argumento
La historia, contada por un narrador anónimo en tercera persona, transcurre en Hungría en una fecha indeterminada. Existe una rivalidad entre dos familias adineradas: los Metzengerstein y los Berlifitzing, tan antigua que nadie sabe de cuándo data. El narrador afirma que su origen parece basarse en una profecía antigua: "Un elevado nombre tendrá una espantosa caída cuando, como el jinete sobre su caballo, la mortalidad de Metzengerstein triunfe sobre la inmortalidad de Berlifitzing".
Frederick, barón de Metzengerstein, queda huérfano muy joven y hereda la fortuna familiar a los 18 años (aunque la edad cambia a lo largo de sus numerosas reediciones: 193 ). Dotado de una enorme riqueza y poder, comienza a mostrar un comportamiento especialmente cruel.: 155  Cuatro días después de recibir su herencia, se incendian los establos de la familia rival Berlifitzing. Los vecinos atribuyen el incendio provocado a Frederick.
Ese día, Frederick está sentado mirando fijamente un viejo tapiz que representa "un enorme caballo de color innatural" que perteneció al clan Berlifitzing. Detrás del caballo, su jinete acaba de ser asesinado "bajo el puñal de un Metzengerstein". Frederick abre la puerta para salir y su sombra cae exactamente sobre el lugar del asesino en el tapiz. Fuera, sus hombres se ocupan de un caballo. Le dicen a Frederick que han encontrado un caballo nuevo en sus cuadras con las letras "W.V.B." grabadas en la frente. El palafrenero supone que son las iniciales de Wilhelm von Berlifitzing, el patriarca de dicha familia. Sin embargo, los mozos de cuadra de Berlifitzing no reconocen al caballo. Frederick se hace con la propiedad del caballo y más tarde se entera de que Wilhelm von Berlifitzing murió en el incendio al intentar salvar a uno de sus caballos en el establo en llamas.
Frederick y el caballo parecen inseparables. El barón se obsesiona con el caballo como si fuera un adicto, y cada vez se interesa menos por los asuntos de su casa y de la sociedad. Empieza a recluirse hasta tal punto que los vecinos sospechan que está loco, enfermo o es un engreído. Una noche, Frederick se despierta y, maníaco, monta a caballo para adentrarse en el bosque. Horas más tarde, su castillo se incendia. Una multitud se reúne para contemplar las llamas y ve al caballo que lleva "un jinete destocado y todo trastornado" que claramente no tiene control sobre el animal. El caballo salta a las llamas con su jinete, matando así al último miembro del clan Metzengerstein. Inmediatamente, el fuego se apaga. En la calma, los espectadores observan una nube de humo en forma de caballo que se posa sobre el castillo.

## Publicación

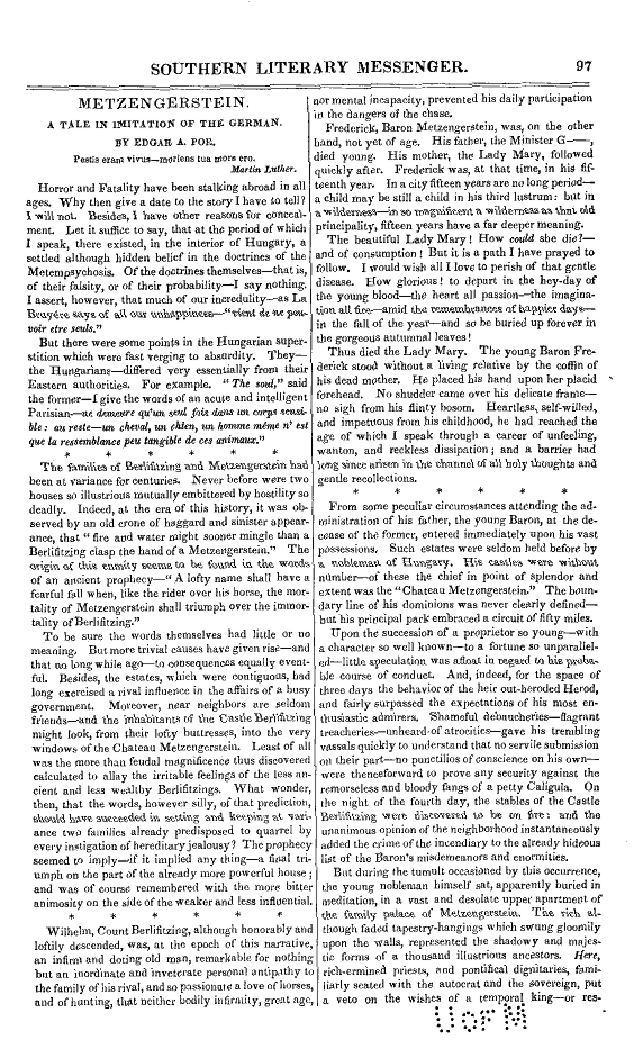
Metzengerstein, republicado en el Southern Literary Messenger en enero de 1836.

En un principio, Poe envió Metzengerstein al Saturday Courier para participar en un concurso de escritura junto con otras cinco obras en prosa, entre ellas El duque de L'Omelette y El aliento perdido. Ninguna de sus obras ganó, aunque al parecer Metzengerstein gustó lo suficiente a los jueces como para publicarlo unos meses más tarde en su edición del 14 de enero de 1832.: 145  Se publicó sin el nombre de Poe, pero está reconocido como el primer cuento publicado por él.: 88  Es probable que Poe no cobrara por su publicación inicial.: 192 : 125  El subtítulo de "Un cuento a imitación del alemán" se añadió cuando se volvió a publicar en el Southern Literary Messenger en enero de 1836, probablemente para aprovechar el interés popular por el horror alemán.: 192  El subtítulo se eliminó para su publicación como parte de la colección Cuentos de lo grotesco y arabesco en 1840.: 145 
Metzengerstein fue uno de los once cuentos que Poe habría recopilado como Cuentos del Folio Club: 29 , una colección de cuentos que Poe anunció pero que nunca llegó a imprimir. El "Folio Club" habría sido una sociedad literaria ficticia basada en el Delphian Club (una sociedad literaria activa entre 1816 y 1825 fundada por John Neal) : 25  que el autor calificó de grupo de "imbéciles" que pretendían "abolir la literatura".: 88  En cada reunión mensual, un miembro presentaría un cuento. En el caso de Metzengerstein, el orador sería "el Sr. Horrible Dictû, con pestañas blancas, que se había graduado en Gotinga", según un primer borrador. El Baltimore Saturday Visiter publicó un anuncio solicitando suscriptores para la colección a un dólar la unidad. Una semana más tarde, sin embargo, el periódico anunció que el autor había retirado las piezas con la expectativa de que se imprimieran en Filadelfia.: 92–93  Poe también consideró publicar Metzengerstein en una colección de relatos que se llamaría Phantasy Pieces como The Horse-Shade (La sombra del caballo), aunque la edición nunca se imprimió.: 336–337 
En sus primeras publicaciones, Metzengerstein incluía una línea sobre la muerte de la madre de Frederick por consunción. El narrador dice: "Es un camino que he rezado seguir. Desearía que todos los que amo perecieran de esa suave enfermedad".: 193  Cuando Poe era todavía un niño, su propia madre, Eliza Poe, murió presumiblemente de consunción.: 8  Su esposa Virginia también padeció tuberculosis y murió en 1847. Tras su muerte, Poe modificó su visión personal de las heroínas de ficción enfermas e idealizó a las mujeres enfermas deseando su muerte. Esta visión más romántica de la muerte no era infrecuente en la escritura, como en Oda a un ruiseñor de John Keats, que pudo haber inspirado a Poe.: 206 

## Análisis

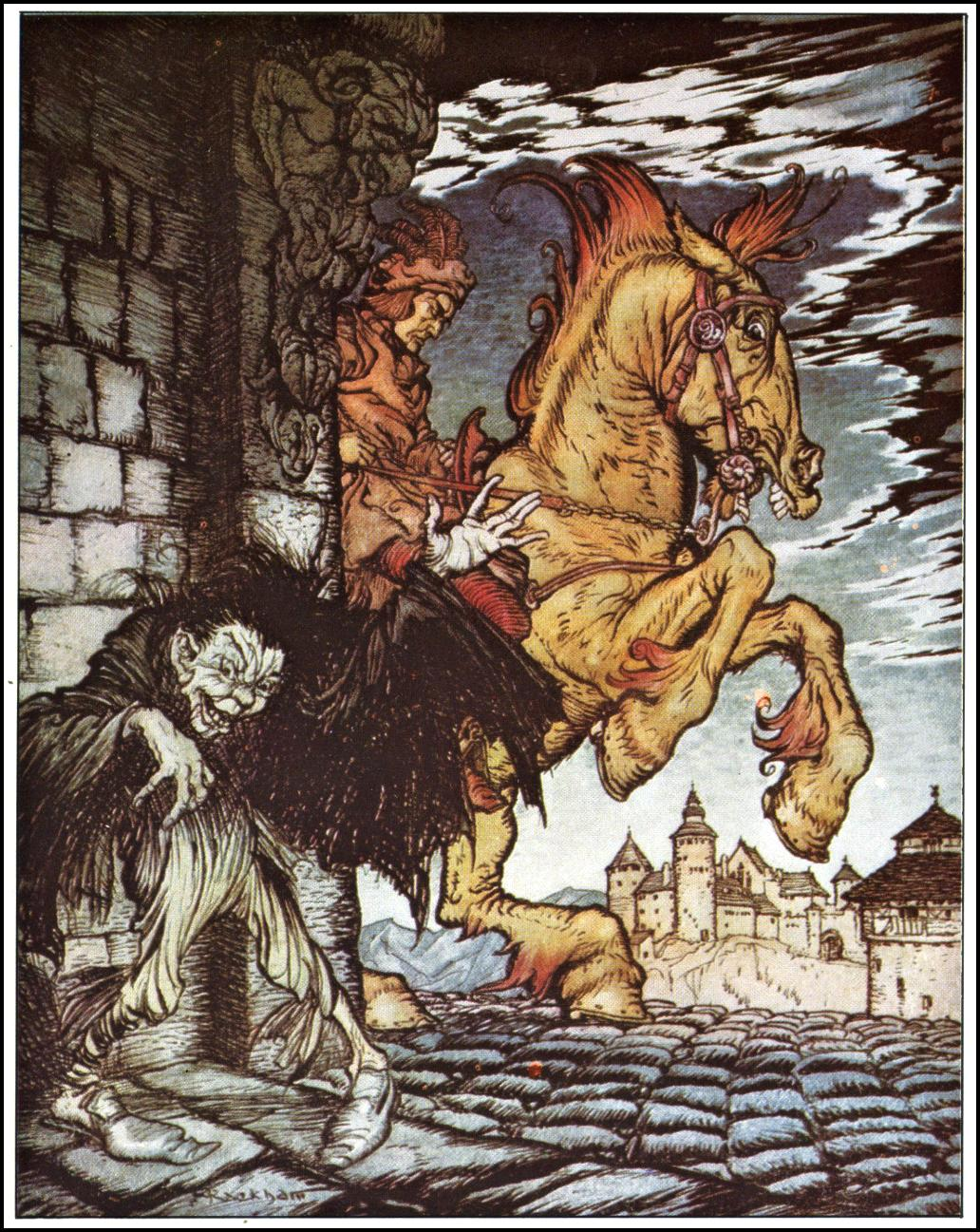
"El joven Metzengerstein parecía estar clavado a la silla de aquel caballo colosal". Ilustración de Arthur Rackham, 1935.

Aunque no se dice explícitamente, se da a entender que el caballo es en realidad Wilhelm von Berlifitzing. El primer párrafo del relato hace referencia a la metempsicosis, la creencia de que el alma de una persona se transfiere a otro ser vivo al morir.: 89  Otras pruebas son el tapiz, la falta de historia o reconocimiento en el caballo y, desde luego, la profecía que hace referencia a la inmortalidad de los Berlifitzing. La historia puede leerse como una alegoría, una advertencia de que un alma humana puede verse superada por el mal que ha creado.: 193  Dicho mal puede interpretarse como creado por el odio y el orgullo de una persona.: 53 
Poe imita muchos elementos "germánicos" tradicionales en este cuento. El ejemplo más obvio es el viejo y lúgubre castillo, típico de la ficción gótica. La historia también incluye temas góticos típicos, a los que la erudita Dawn Sova se refiere como "alusiones a obsesiones y pecados secretos, profecías premonitorias, rivalidad familiar".: 155  Estas convenciones góticas habían sido un elemento básico de la ficción popular en Europa y Estados Unidos durante varias décadas en el momento en que Poe las utilizó.: 208  Teniendo en cuenta el subtítulo, "Un cuento a imitación del alemán", los críticos y estudiosos no se ponen de acuerdo: 155  sobre si Poe pudo, de hecho, haber concebido la historia como una sátira o burlesca del género, exagerando a propósito los elementos del gótico para resultar humorístico.: 142  Otra prueba es que las otras tres historias que Poe publicó en 1832 (El duque de L'Omelette, Cuento de Jerusalén y Bon-Bon) son cuentos cómicos escritos, como dijo Poe, "con la intención de ser mitad broma, mitad sátira".: 64  La historia también utiliza la ironía como forma de humor: a pesar de la profecía de la familia de que " la mortalidad de Metzengerstein triunfe sobre la inmortalidad de Berlifitzing", ocurre lo contrario.: 99  La sugerencia de que Metzengerstein está escrito a propósito como una sátira ha sido discutida, especialmente debido a las revisiones de Poe a lo largo de sus muchas reediciones en las que eliminó parte del material más exagerado.: 149 
Los matices alemanes (o más en general europeos) dan a la historia una ambientación medieval, aunque la época y el lugar de la trama se dejan indistintos.: 38  La atmósfera de la historia combina mundos realistas y sobrenaturales a la vez que describe estados emocionales patológicos, probablemente influida por las obras de Ludwig Tieck y E. T. A. Hoffmann.: 64  Se ha calificado a este relato de precursor de La caída de la casa Usher: 38  y otras obras posteriores. Entre los elementos que Poe utiliza por primera vez en Metzengerstein y que serán típicos en sus obras posteriores se encuentran el edificio decadente y lúgubre con habitaciones de formas extrañas, la propiedad remota y aislada, los colores vivos y las bóvedas subterráneas, así como los temas de la venganza y el poder abrumador del mal.: 64  En futuras obras también aparecerán personajes de extrema riqueza: además de Metzengerstein, otros ejemplos son Roderick Usher de La caída..., el narrador de Ligeia y William Legrand de El escarabajo de oro. Poe también utiliza los dientes como símbolo por primera vez en Metzengerstein. Los dientes del caballo son descritos como "sepulcrales y repulsivos". Poe utilizaría más tarde los dientes como signo de mortalidad, como en los labios que se retuercen sobre los dientes del hombre hipnotizado en La verdad sobre el caso del señor Valdemar, el sonido de los dientes rechinando en Hop-Frog, y la obsesión por los dientes en Berenice. La muerte por fuego sería reutilizada más tarde en Hop-Frog como otro castigo.: 236  Aunque Poe emulaba la ficción de terror popular de la época, Metzengerstein muestra lo que hacía destacar a los cuentos de terror de Poe: en lugar de centrarse en la sangre y las vísceras, exploraba las mentes de los personajes para comprenderlos mejor.: 54 

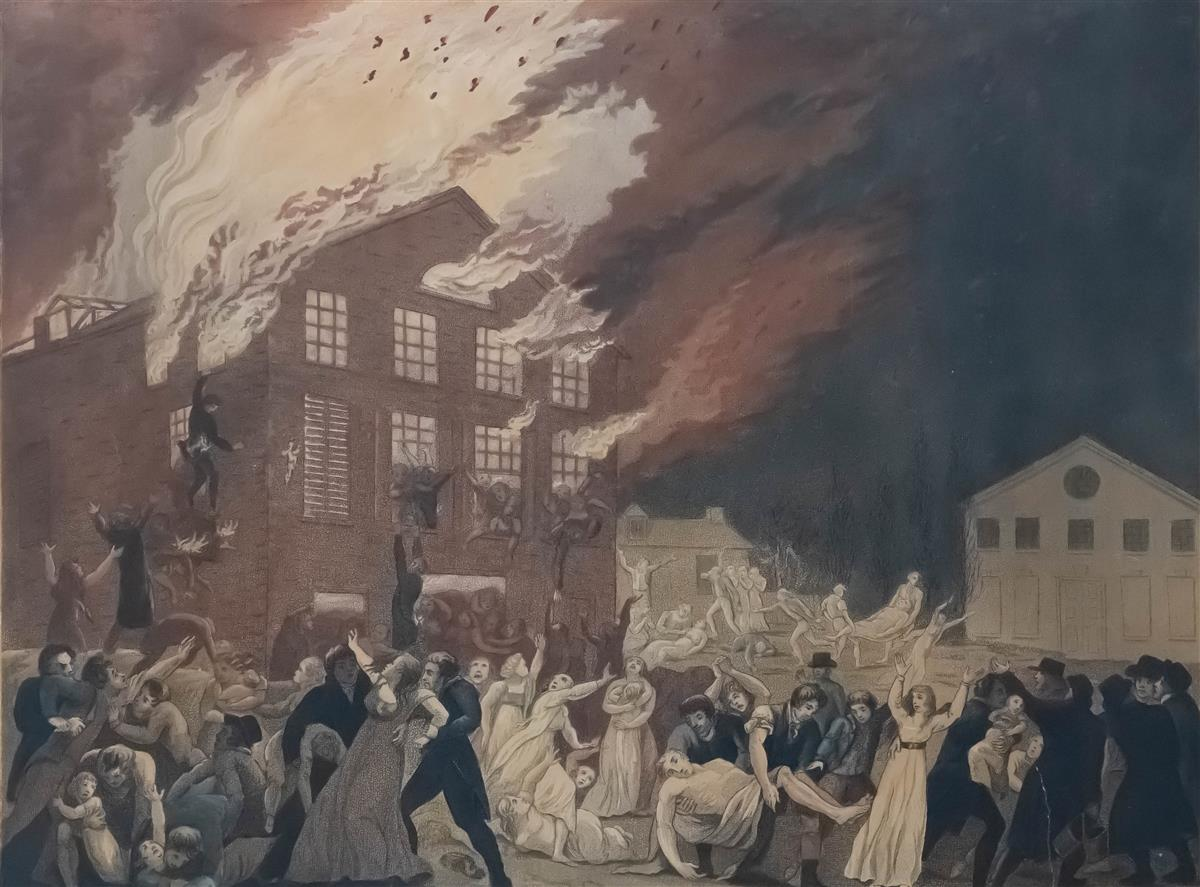
Representación del incendio del teatro Richmond por el grabador estadounidense Benjamin Tanner (1775-1848).

La historia tiene también algunas connotaciones autobiográficas, con el castillo representando la casa en Richmond, Virginia del padre adoptivo de Poe, John Allan.: 88  En esta lectura, Berlifitzing representaría a John Allan, y Metzengerstein al joven Poe. Tanto el escritor como Metzengerstein quedan huérfanos a una edad temprana.: 88  Poe pudo haber encontrado terapéutico escribir el relato; en este, Poe "destruye" a John Allan, aunque también él es destruido a cambio. Al centrarse en la escena final del incendio, Poe pudo haber estado recordando el fatal incendio del teatro Richmond del 26 de diciembre de 1811, ocurrido tres semanas después de la muerte de su madre, la actriz Eliza Poe.: 64 : 38 

## Adaptaciones

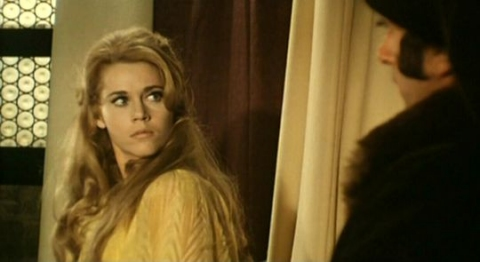
Jane Fonda en un fotograma de Metzengerstein, película basada en el cuento.

En 1968 se realizó una película antológica integrada por tres relatos de Poe y titulada Histoires Extraordinaires. Metzengerstein fue adaptado en el primer segmento dirigido por Roger Vadim y protagonizado por Jane Fonda y Peter Fonda.: 155  El segundo segmento, William Wilson, fue dirigido por Louis Malle; y el tercero, Toby Dammit, por Federico Fellini.
El cantante italiano Lord Vampyr, conocido por haber sido vocalista de la banda Theatres des Vampires, tiene una canción llamada "Metzengerstein" en su álbum de 2010 Horror Masterpiece. La letra de la canción alude en gran medida al cuento.